# Heybeliada

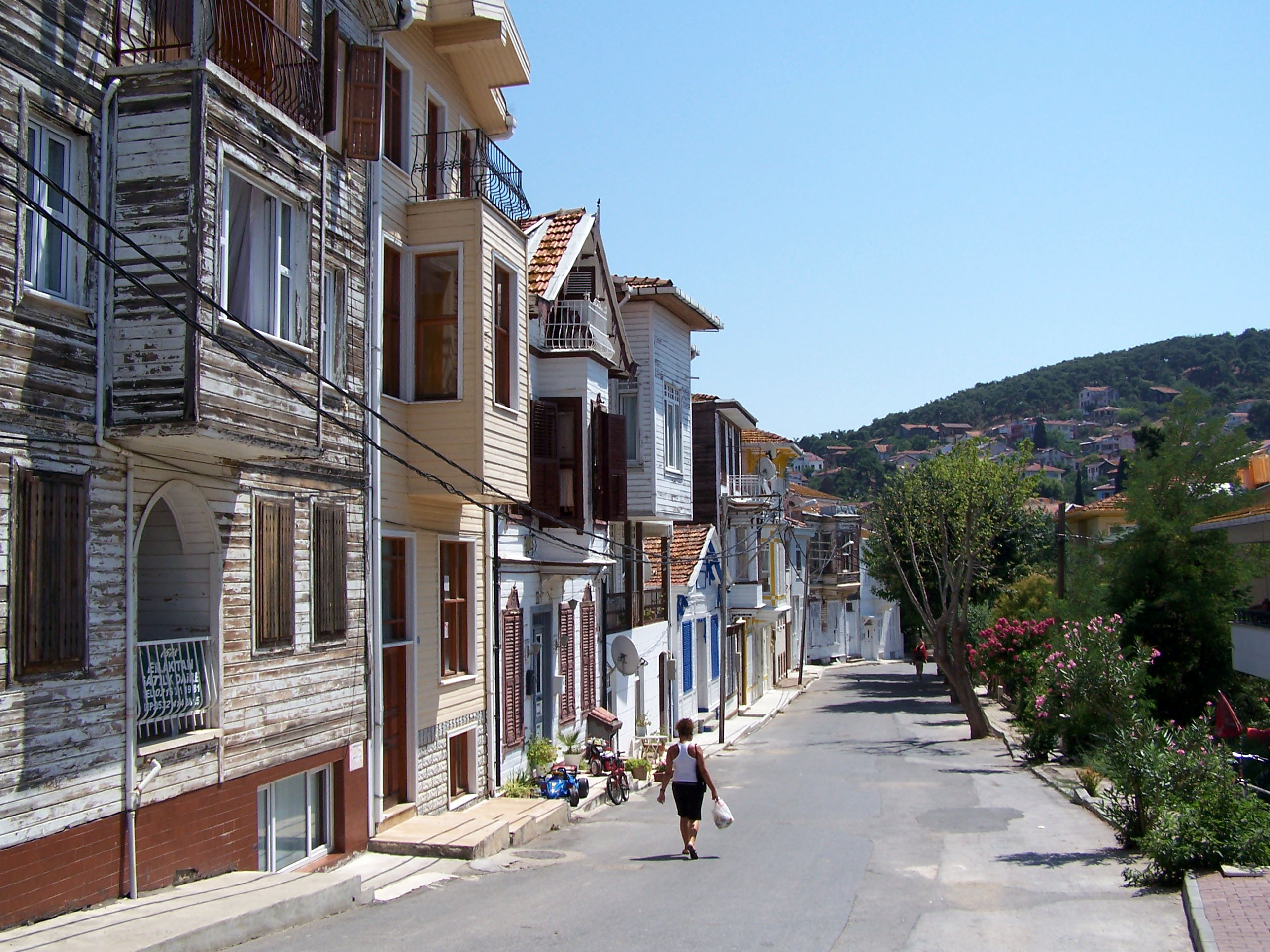
Una strada dell'isola

Heybeliada (in greco Χάλκη?, Chalki) è la seconda isola per estensione dell'arcipelago delle Isole dei Principi situate nel Mar di Marmara, al largo di Istanbul, in Turchia. La sua superficie è di 2,34 km²; centro principale è Heybeli.

## Geografia fisica
Heybeliada si trova tra le isole di Büyükada (la più grande isola dell'arcipelago) e Burgazada, rispettivamente ad ovest/nord-ovest della prima e ad est della seconda.
L'isola è lunga 1200 metri e larga 2700 metri. Il suo punto più alto è rappresentato dal Değirmentepe, che raggiunge un'altitudine di 136 metri.

## Origini del nome
Il nome dell'isola in turco Heybeliada è dovuto alla forma dell'isola, che ricorda una bisaccia (in turco: heybeli).
Il nome in greco Χάλκη fa invece riferimento alle miniere di rame presenti sull'isola.

## Monumenti e luoghi d'interesse

### Liceo navale
Heybeliada ospita il liceo navale, le cui origini risalgono al 1773.

### Istituto di Teologia ortodossa
Nella parte settentrionale dell'isola si erge su una collina l'edificio che ospita l'Istituto di teologia ortodossa, fondato nel 1844.

### Palazzo di Halki
Altro edificio d'interesse è il Palazzo di Halki, un hotel costruito nel 1862.

## Cultura

### Musei
- Casa di İsmet İnönü[5]
- Museo dedicato a Hüseyin Rahmi Gürpinar[5]